# Chaabane
Chaabane (ou chaabân ou cha`bân selon les transcriptions ; en arabe شَعْبَان, šaʿbān) est le huitième mois du calendrier musulman.

## Controverse sur le jeûne de chaabane

### L'absence de jeûne durant chaabane
Selon Abu Huraira, le prophète Mahomet a dit : « Que personne de vous absolument ne fasse précéder le ramadân d'un jour ou de deux jours de jeûne, à moins que ce ne soit quelqu'un qui jeûne habituellement ce jour-là ; dans ce cas, qu'il jeûne. ». Ce hadith est rapporté par al-Bukhari (titre 30, chapitre XIV, no 1914) et par Muslim (no 1082).

### Le jeûne de chaabane dans lesunnisme
Les malikites pieux ont l'habitude de jeûner tout ou partie de ce mois, en préparation au jeûne obligatoire de ramadan.
Aïcha, la troisième épouse de Mahomet, aurait dit : 

« Le Prophète ne jeûnait à aucun mois plus qu'il ne jeûnait à celui de chaabane. Il jeûnait entièrement chaabane. »

Dans une autre version, elle termine par : « Il jeûnait entièrement chaabane sauf quelques jours ».
Oussama Ibn Zayd rapporte qu'il aurait dit au Prophète : 

« Ô Messager d’Allâh ! Je ne t'ai pas vu jeûner un mois parmi les mois comme tu jeûnes au mois de Chaabane. »

— [réf. nécessaire]
Le Prophète aurait alors répondu : 

« C'est un mois, entre Rajab et Ramadan, auquel les gens ne prêtent pas attention. Et c'est un mois durant lequel les œuvres sont élevées vers le Seigneur de l'Univers. J'aime que mon œuvre soit élevée alors que je suis en état de jeûne. »

— [réf. nécessaire] (An-Nassaï).

## Chaabane dans le chiisme
Chez les chiites duodécimains, le mois de chaabane est important non seulement grâce aux dires du Prophète (cités ci-dessus), mais aussi parce qu'il marque l'anniversaire du 12e Imam, Mouhammad Al-Mahdi, né le 15 de ce mois de cha'bân en l'an 255 de l'Hégire (2 août 869).
Dans le chiisme, cet anniversaire est un jour qui, traditionnellement est l'occasion de réjouissances populaires - à l'instar de Noël chez les chrétiens,,.

### Articles Connexes
- calendrier musulman
- Prophète
- Ramadan
- Rajab
- Do`â’ Komayl